# رينولد ويلهلم بوخهولتس
رينولد ويلهلم بوخهولتس (بالألمانية: Reinhold W. Buchholz)‏ هو عالم حيوانات ألماني، ولد في 2 أكتوبر 1837 في فرانكفورت في ألمانيا، وتوفي في 17 أبريل 1876 في غرايفسفالد في ألمانيا بسبب ذات الرئة.